# Metabemisia palawana
Metabemisia palawana là một loài côn trùng cánh nửa trong họ Aleyrodidae, phân họ Aleyrodinae.
Metabemisia palawana được Martin in Martin & Camus miêu tả khoa học đầu tiên năm 2001.